# Ле-Шатлар (Фрібур)
Ле-Шатлар (фр. Le Châtelard) — громада  в Швейцарії в кантоні Фрібур, округ Глан.

## Географія
Громада розташована на відстані близько 50 км на південний захід від Берна, 19 км на південний захід від Фрібура.
Ле-Шатлар має площу 7,5 км², з яких на 3,2% дозволяється будівництво (житлове та будівництво доріг), 69,9% використовуються в сільськогосподарських цілях, 26,9% зайнято лісами, 0% не є продуктивними (річки, льодовики або гори).

## Демографія
2019 року в громаді мешкало 364 особи (+4% порівняно з 2010 роком), іноземців було 6,3%. Густота населення становила 49 осіб/км².
За віковим діапазоном населення розподілялося таким чином: 23,1% — особи молодші 20 років, 60,4% — особи у віці 20—64 років, 16,5% — особи у віці 65 років та старші. Було 131 помешкань (у середньому 2,7 особи в помешканні).
Із загальної кількості 116 працюючих 67 було зайнятих в первинному секторі, 6 — в обробній промисловості, 43 — в галузі послуг.